# جيمس إف. ماكدويل
جيمس إف. ماكدويل هو محامي وسياسي أمريكي، ولد في 3 ديسمبر 1825 في مقاطعة ميفلين في الولايات المتحدة، وتوفي في 18 أبريل 1887 في ماريون في الولايات المتحدة. نشط حزبياً في الحزب الديمقراطي. وقد انتخب عضو مجلس النواب الأمريكي ‏.